# Fanciullo col cane
Il Fanciullo col cane è un dipinto del pittore spagnolo Bartolomé Esteban Murillo realizzato circa nel 1650 e conservato nel Museo statale Ermitage a San Pietroburgo in Russia.